# Eugenia brasiliensis
Anh đào Brazil (danh pháp hai phần: Eugenia brasiliensis) hay cherry Brazil, grumichama, cumbixaba, là một loài thực vật có hoa trong Họ Đào kim nương (Myrtaceae), được Jean-Baptiste Lamarck mô tả khoa học đầu tiên năm 1789. Đây là loài đặc hữu của Brazil, phân bố chủ yếu ở phía Nam đất nước. Hiện nay, loài này đã được du nhập đến nhiều nơi trên thế giới như Comoros, Vịnh Guinea, Hawaii, Trinidad-Tobago và Việt Nam.

## Hình ảnh

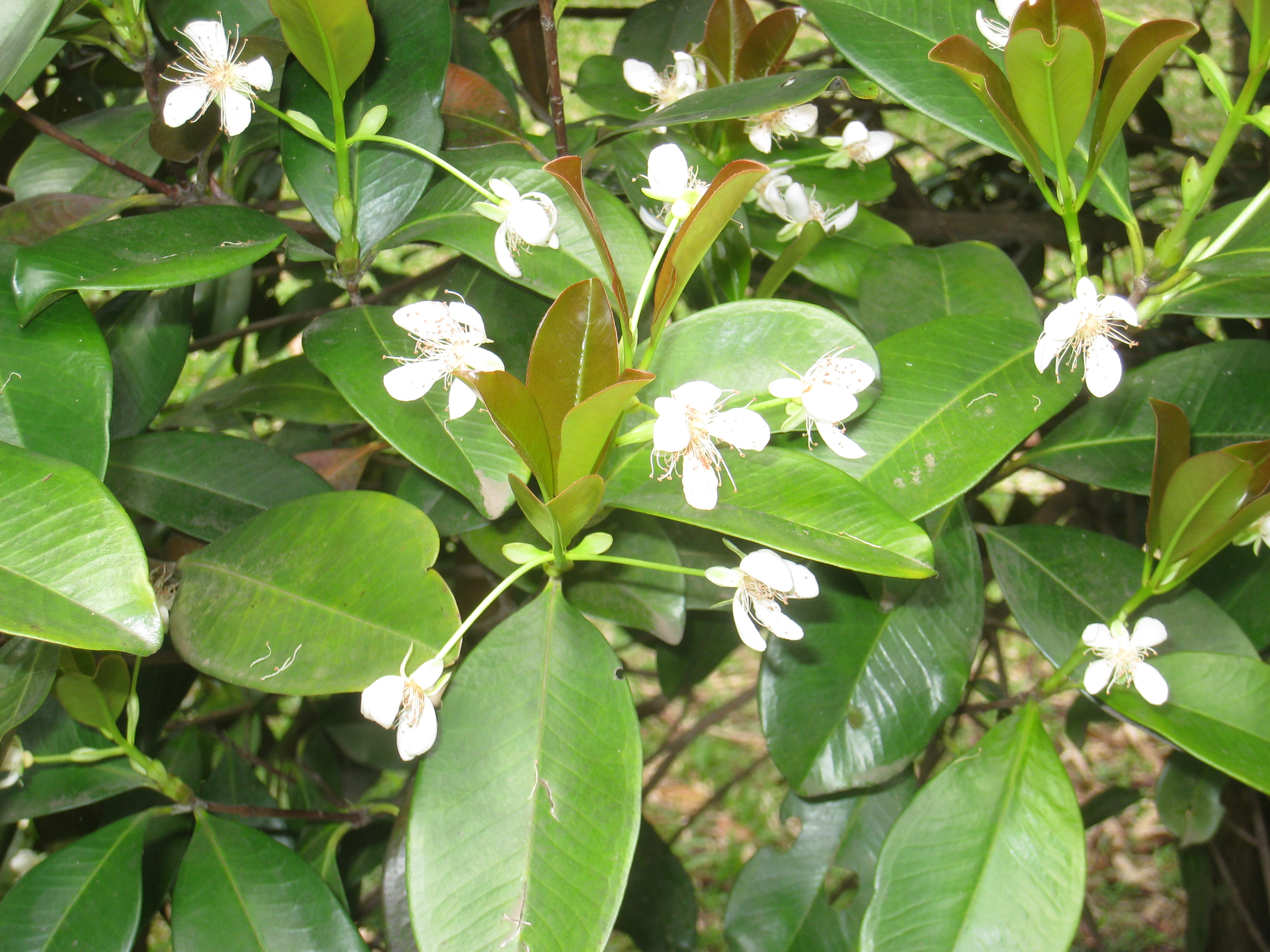
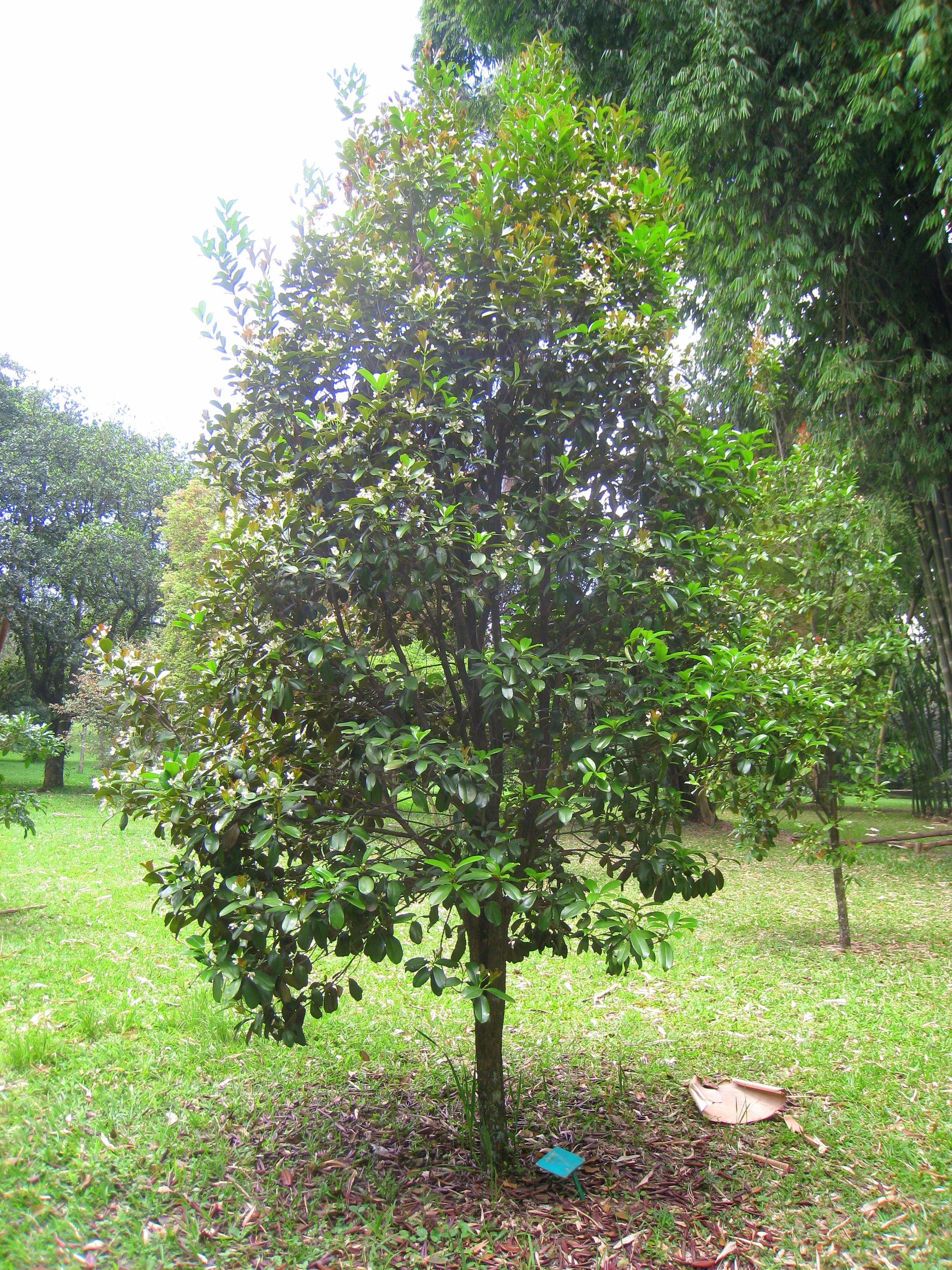
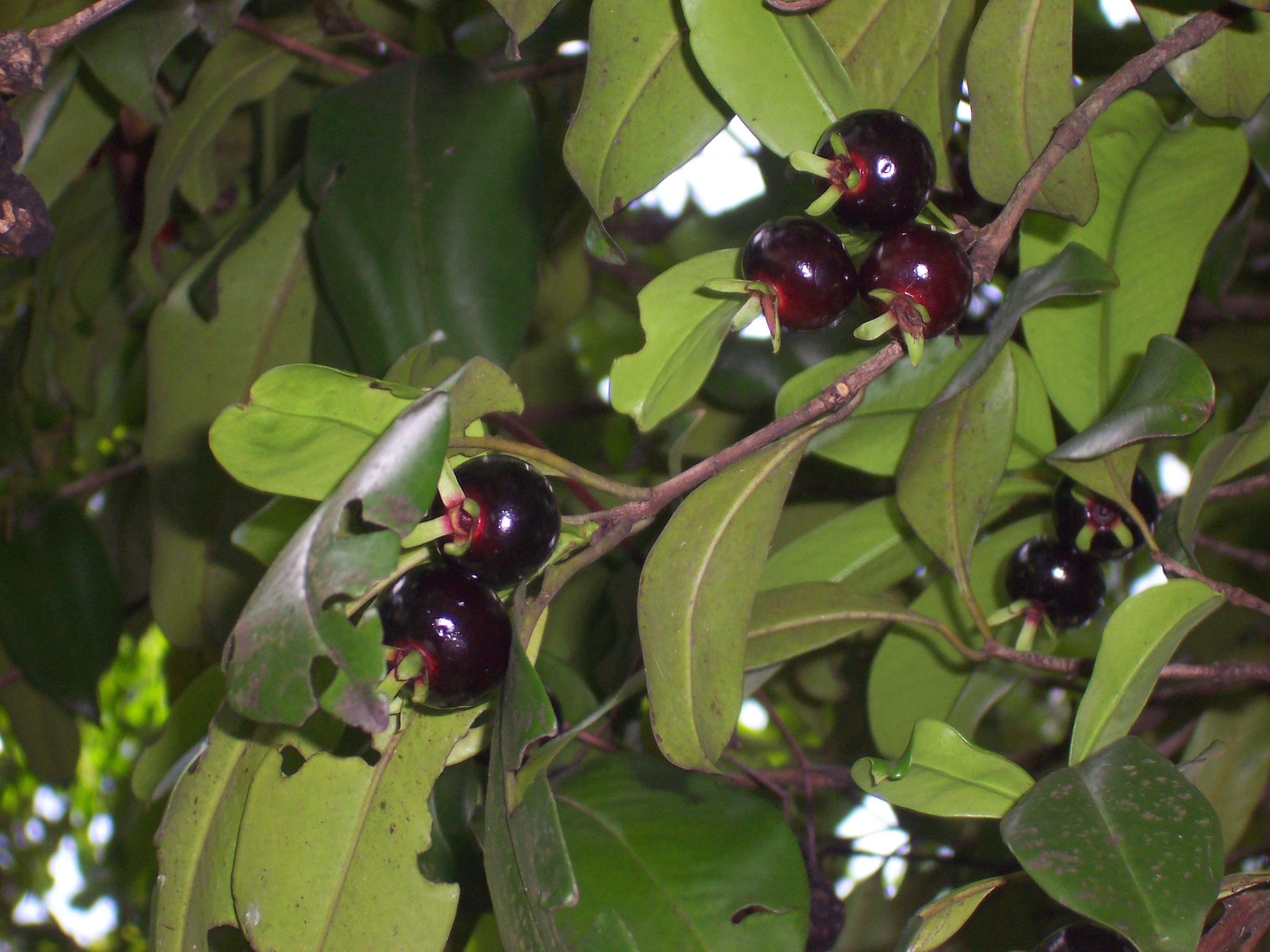
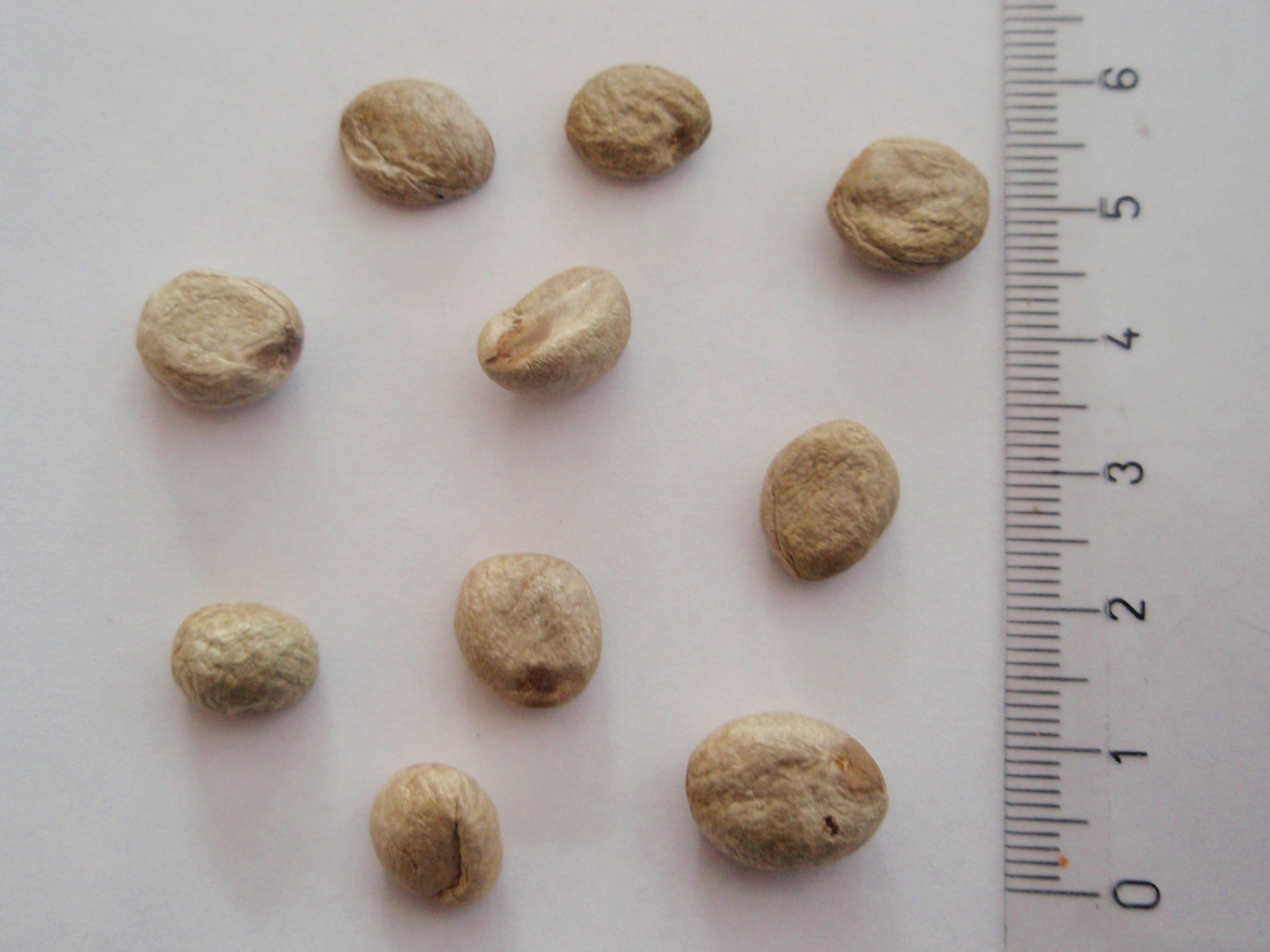